# Loïc Serra
Loïc Serra (Nancy; 30 de marzo de 1972) es un ingeniero francés de Fórmula 1. Actualmente es el director técnico de chasis del equipo Scuderia Ferrari.

## Carrera
Serra estudió en Arts et Métiers ParisTech en Aix-en-Provence y París, especializándose en Ingeniería Mecánica.
Después de graduarse de la universidad, Serra comenzó su carrera en el deporte del motor con Michelin, trabajando como ingeniero de calidad en Bad Kreuznach, Alemania, antes de trasladarse al principal centro de Investigación y Desarrollo de la compañía en Clermont-Ferrand, Francia. Su departamento trabajó en nuevos neumáticos y conceptos de suspensión, lo que le permitió a Serra obtener un conocimiento profundo de la dinámica de los vehículos y las interacciones de los neumáticos.
En 2002, a Serra se le encomendó la tarea de desarrollar un nuevo e innovador sistema de suspensión para autoss de competición y otros vehículos de alto rendimiento. Este sistema de suspensión se propuso a los equipos clientes de Michelin en Fórmula 1 y supuso el primer encuentro de Serra con la categoría. Poco después, el francés se unió al departamento de F1 de Michelin y permaneció allí hasta que el fabricante de neumáticos se retiró de la F1 en 2006.
Sin embargo, Serra deseaba permanecer en la Fórmula 1, por lo que se unió a BMW Sauber para convertirse en Jefe de Rendimiento de Vehículos del equipo suizo. Tras la retirada de BMW, Serra decidió buscar un nuevo reto y se unió al nuevo equipo oficial de Mercedes, donde ha permanecido desde entonces.
En 2019, Serra fue ascendido a director de rendimiento en Mercedes. Su función implica trabajar con expertos en neumáticos, suspensión, aerodinámica y unidades de potencia para garantizar que las diversas características contribuyan a lograr un paquete general que sea rápido y confiable.